# 循證政策
循證政策（英語：Evidence-based policy）或循證治理（英語：evidence-based governance），是公共政策中的一個概念，主張政策決策以嚴格建立的客觀證據為基礎或受其影響。這一概念與基於意識形態、常識、軼事或個人直覺的政策制定形成鮮明對比。循證政策中所採用的方法通常包括各種綜合研究方法，例如隨機對照試驗。 良好的數據與分析技能，以及對於科學資訊使用的政治支持，通常被視為循證方法的關鍵要素。
當且僅當滿足三個條件時，個人或組織才有理由聲稱特定政策是基於證據的。首先，個人或組織擁有關於特定政策與至少一項替代政策效果的比較證據。其次，根據個人或組織在給定政策領域的至少一項偏好，該證據支持具體政策。第三，個人或組織可以藉由解釋作為主張的基礎的證據和偏好，為前述支持提供完整理據。
循證政策的有效性取決於高品質數據、熟練的分析技能，以及對科學資訊利用的政治支持。
雖然循證政策的支持者認為某些類型的證據（例如隨機對照試驗等嚴格科學的評估研究）是政策制定者考慮的最佳選擇，但其他人認為，並非所有政策相關領域都適用定量研究方法。這種差異引發關於應該使用的證據類型的爭論。例如，有關人權、公眾可接受性或社會正義的政策，可能需要與隨機試驗提供的證據不同形式的證據。此外，除了隨機試驗的主要目的是評估介入效果之外，評估政策通常還需要道德哲學推理。
為了應對這種複雜性，一些政策學者不再使用「基於證據的政策」一詞，而是採用「證據知情」（英語：evidence-informed）等替代詞。這種語義上的轉變允許人們繼續反思提高所用證據的嚴謹性和品質的必要性，同時迴避偶爾與「基於證據」一詞相關的一些限制或還原論概念。儘管存在這些細微差別，「基於證據的政策」一詞仍然被廣泛使用，通常表示希望以嚴格、高品質和公正的方式使用證據，同時避免其被濫用於政治性目的。

## 參看
- 有效利他主義
- 循證實踐
- 後設科學
- 逆向獲益法則
- 助推理論
- 科學政治化
- 專家統治